# Traghetto (Argenta)
Traghetto è una frazione del comune di Argenta, in provincia di Ferrara, ai confini con la provincia di Bologna.
Si trova addossato all'argine del fiume Reno . Benché il villaggio faccia parte del comune di Argenta (dal cui capoluogo dista 16,9 chilometri), è maggiormente legato ai servizi di Molinella (BO) la quale si trova appena un chilometro a sud, superato il Reno. 
Il toponimo deriva dal servizio di traghettazione che permetteva di attraversare il Po di Primaro e collegava la sponda bolognese (Molinella) con quella ferrarese (il "polesine di Marrara" e i centri attorno all'attuale Portomaggiore).

## Monumenti e luoghi d'interesse
- Chiesa di San Giovanni Battista
- Oratorio di Santa Libera (situato in origine sulla sponda sinistra del Po di Primaro presso il traghetto natante).